# Wskaźnik ischemiczny Hachinskiego
Wskaźnik ischemiczny Hachinskiego (ang. Hachinski Ischaemic Score, HIS) – skala punktowa służąca do pomocniczej diagnostyki stopnia niedokrwienia mózgu w przebiegu otępienia naczyniopochodnego i odróżnienia otępienia naczyniopochodnego od otępienia zwyrodnieniowego. Za otępieniem naczyniopochodnym przemawia wartość HIS ≥7 pkt, za otępieniem pierwotnie zwyrodnieniowym HIS ≤4 pkt. Maksymalna wartość wskaźnika to 18 punktów. Skalę opracował i przedstawił w 1975 roku Vladimir Hachinski i wsp.
| Objaw                                       | Punkty |
| ------------------------------------------- | ------ |
| Gwałtowny początek                          | 2      |
| Stopniowe pogorszenie                       | 1      |
| Zmienny przebieg                            | 2      |
| Nocne zamącenia                             | 1      |
| Stosunkowe zachowanie osobowości            | 1      |
| Depresja                                    | 1      |
| Skargi somatyczne                           | 1      |
| Nietrzymanie afektu                         | 1      |
| Dodatni wywiad w kierunku nadciśnienia      | 1      |
| Dodatni wywiad w kierunku udaru             | 2      |
| Obecna miażdżyca naczyń                     | 1      |
| Ogniskowe objawy neurologiczne podmiotowe   | 2      |
| Ogniskowe objawy neurologiczne przedmiotowe | 2      |